# Association Sportive de Saint-Étienne Loire 2021-2022
Questa voce raccoglie le informazioni riguardanti l'Association Sportive de Saint-Étienne Loire nelle competizioni ufficiali della stagione 2021-2022.

## Stagione
La stagione 2021-2022 del Saint-Étienneè la 103ª della sua storia e la 18ª consecutiva nel massimo campionato francese. Dopo aver concluso il campionato al 18º posto, la squadra è retrocessa nella Ligue 2 dopo la sconfitta nel play-out retrocessione giocato contro l'Auxerre.

## Maglie e sponsor
Lo sponsor tecnico per la stagione 2021-2022 è Le Coq sportif, mentre lo sponsor ufficiale è ZeBet. 
| Casa | Trasferta | Terza divisa |

## Rosa
In corsivo i calciatori ceduti durante la stagione  
| N. |                           | Ruolo | Calciatore             |
| -- | ------------------------- | ----- | ---------------------- |
| 1  | Francia (bandiera)        | P     | Stefan Bajic           |
| 2  | Francia (bandiera)        | D     | Harold Moukoudi        |
| 3  | Francia (bandiera)        | D     | Mickaël Nadé           |
| 4  | Guinea (bandiera)         | D     | Saïdou Sow             |
| 5  | Francia (bandiera)        | D     | Timothée Kolodziejczak |
| 6  | Francia (bandiera)        | C     | Lucas Gourna-Douath    |
| 7  | Algeria (bandiera)        | C     | Ryad Boudebouz         |
| 8  | Francia (bandiera)        | C     | Mahdi Camara           |
| 9  | Uruguay (bandiera)        | A     | Juan Ignacio Ramírez   |
| 9  | Senegal (bandiera)        | A     | Sada Thioub            |
| 10 | Tunisia (bandiera)        | A     | Wahbi Khazri           |
| 11 | Brasile (bandiera)        | D     | Gabriel Silva          |
| 13 | Perù (bandiera)           | D     | Miguel Trauco          |
| 14 | Costa d'Avorio (bandiera) | A     | Jean-Philippe Krasso   |
| 14 | Francia (bandiera)        | D     | Falaye Sacko           |
| 15 | Francia (bandiera)        | C     | Bilal Benkhedim        |
| 16 | Senegal (bandiera)        | P     | Boubacar Fall          |

| N. |                        | Ruolo | Calciatore       |
| -- | ---------------------- | ----- | ---------------- |
| 17 | Francia (bandiera)     | C     | Adil Aouchiche   |
| 18 | Francia (bandiera)     | A     | Arnaud Nordin    |
| 19 | Camerun (bandiera)     | C     | Yvan Neyou       |
| 20 | Gabon (bandiera)       | C     | Denis Bouanga    |
| 21 | Francia (bandiera)     | A     | Romain Hamouma   |
| 22 | Francia (bandiera)     | A     | Alpha Sissoko    |
| 22 | Francia (bandiera)     | D     | Eliaquim Mangala |
| 25 | Senegal (bandiera)     | C     | Assane Dioussé   |
| 26 | Mali (bandiera)        | C     | Bakary Sako      |
| 27 | Francia (bandiera)     | D     | Yvann Maçon      |
| 28 | Francia (bandiera)     | C     | Zaydou Youssouf  |
| 29 | Francia (bandiera)     | C     | Aïmen Moueffek   |
| 30 | Francia (bandiera)     | C     | Maxence Rivera   |
| 31 | Francia (bandiera)     | D     | Enzo Crivelli    |
| 36 | Algeria (bandiera)     | A     | Lamine Ghezali   |
| 40 | Inghilterra (bandiera) | P     | Etienne Green    |
| 50 | Francia (bandiera)     | P     | Paul Bernardoni  |

## Calciomercato

### Sessione estiva(dal 1º/7 al 1º/9)
| Acquisti         | Acquisti             | Acquisti      | Acquisti              |
| R.               | Nome                 | da            | Modalità              |
| ---------------- | -------------------- | ------------- | --------------------- |
| A                | Juan Ignacio Ramírez | Liverpool (M) | prestito (300 mila €) |
| Altre operazioni |                      |               |                       |
| R.               | Nome                 | da            | Modalità              |
| D                | Alexandros Katranis  | Hatayspor     | fine prestito         |
| C                | Assane Dioussé       | Ankaragücü    | fine prestito         |
| A                | Jean-Philippe Krasso | Le Mans       | fine prestito         |
| D                | Mickaël Nade         | Rouen         | fine prestito         |
| D                | Lamine Ghezali       | Châteauroux   | fine prestito         |

| Cessioni         | Cessioni            | Cessioni         | Cessioni      |
| R.               | Nome                | a                | Modalità      |
| ---------------- | ------------------- | ---------------- | ------------- |
| D                | Alexandros Katranis | Piast Gliwice    | gratuito      |
| D                | Mathieu Debuchy     | Valenciennes     | gratuito      |
| A                | Kévin Monnet-Paquet | Arīs Limassol    | gratuito      |
| P                | Jessy Moulin        | Troyes           | gratuito      |
| A                | Charles Abi         | Guingamp         | gratuito      |
| D                | Joris Gnagnon       |                  | svincolato    |
| C                | Rayan Souici        |                  | svincolato    |
| Altre operazioni |                     |                  |               |
| R.               | Nome                | da               | Modalità      |
| D                | Pape Abou Cissé     | Olympiacos       | fine prestito |
| D                | Panagiotis Retsos   | Bayer Leverkusen | fine prestito |
| A                | Anthony Modeste     | Colonia          | fine prestito |

### Sessione invernale(dal 2/1 al 31/1)
| Acquisti | Acquisti         | Acquisti            | Acquisti              |
| R.       | Nome             | da                  | Modalità              |
| -------- | ---------------- | ------------------- | --------------------- |
| D        | Falaye Sacko     | Vitória Guimarães   | prestito (300 mila €) |
| P        | Paul Bernardoni  | Angers              | prestito              |
| P        | Sada Thioub      | Angers              | prestito              |
| D        | Enzo Crivelli    | İstanbul Başakşehir | prestito              |
| D        | Eliaquim Mangala |                     | svincolato            |
| D        | Joris Gnagnon    |                     | svincolato            |
| D        | Bakary Sako      |                     | svincolato            |

| Cessioni | Cessioni             | Cessioni      | Cessioni      |
| R.       | Nome                 | a             | Modalità      |
| -------- | -------------------- | ------------- | ------------- |
| D        | Stefan Bajic         | Pau           | gratuito      |
| D        | Alpha Sissoko        | Rouen         | gratuito      |
| A        | Jean-Philippe Krasso | Ajaccio       | gratuito      |
| A        | Juan Ignacio Ramírez | Liverpool (M) | fine prestito |

## Risultati

### Ligue 1

#### Girone di andata
| Arbitro: | Léonard |

|                   |           |             |
| Khazri 70’ (rig.) | Marcatori | 52’ Le Goff |

| Arbitro: | Delerue |

|                          |           |                       |
| Ganago 36’ S. Fofana 77’ | Marcatori | 1’ Khazri 52’ Bouanga |

| Arbitro: | Léonard |

|            |           |            |
| S. Sow 85’ | Marcatori | 38’ Yılmaz |

| Arbitro: | Millot |

|                                    |           |                   |
| Guendouzi 23’ Gerson 51’ Ünder 69’ | Marcatori | 32’ Kolodziejczak |

| Arbitro: | Bastien |

|                          |           |                    |
| Mavididi 32’ Germain 62’ | Marcatori | 21’ (aut.) Bertaud |

#### Girone di ritorno
| Arbitro: | Léonard |

|                                     |           |          |
| Hamouma 82’ Nordin 90’ Khazri 90+3’ | Marcatori | 11’ Wahi |

## Statistiche

### Statistiche di squadra
| Competizione     | Punti | In casa | In casa | In casa | In casa | In casa | In casa | In trasferta | In trasferta | In trasferta | In trasferta | In trasferta | In trasferta | Totale | Totale | Totale | Totale | Totale | Totale | DR  |
| Competizione     | Punti | G       | V       | N       | P       | Gf      | Gs      | G            | V            | N            | P            | Gf           | Gs           | G      | V      | N      | P      | Gf     | Gs     | DR  |
| ---------------- | ----- | ------- | ------- | ------- | ------- | ------- | ------- | ------------ | ------------ | ------------ | ------------ | ------------ | ------------ | ------ | ------ | ------ | ------ | ------ | ------ | --- |
| Ligue 1          | 32    | 20      | 4       | 7       | 9       | 24      | 39      | 20           | 3            | 6            | 11           | 20           | 40           | 40     | 7      | 13     | 20     | 44     | 79     | -35 |
| Coppa di Francia | -     | 0       | 0       | 0       | 0       | 0       | 0       | 3            | 2            | 0            | 1            | 5            | 2            | 3      | 2      | 0      | 1      | 5      | 2      | +3  |
| Totale           | -     | 20      | 4       | 7       | 9       | 24      | 39      | 23           | 5            | 6            | 12           | 25           | 42           | 43     | 9      | 13     | 21     | 49     | 81     | -32 |